# Кружка (сеть ресторанов)
Полная кружка (ранее — Кружка) — московская сеть пивных ресторанов. Представляет собой смесь специализированного спортивного заведения и пивного бара. В 2019 году сеть насчитывала 26 ресторанов в Москве.

## Описание
Первый ресторан был открыт двумя предпринимателями 21 марта 2002 года в районе Коньково, в своё время данная сеть была одной из самых быстроразвивающихся, в наши дни рестораны «Кружка» есть не только в Москве, но и в Московской области, Сочи, организация открывает новый ресторан каждые 2—3 месяца. Как сообщалось в 2004 году, благодаря относительно невысоким ценам (девиз сети — «Дешевле не бывает», который касается как меню, так и слабоалкогольных напитков), «Кружка» пользуется популярностью у молодёжи и студентов, а также футбольных болельщиков, которые приходят в ресторан на просмотр матчей любимых клубов или национальных сборных.
Почти все рестораны оформлены в едином стиле (с использованием дерева, ярко-оранжевых тонов и металла). Основную часть меню составляют жаренное на гриле мясо (свинина, баранина, говядина), картофель и пиво. Основным продуктом является курица, из неё готовится шашлык, шаурма и салат «Цезарь», есть в меню и шашлык из свинины. Как говорится в статье 2015 года, «„Кружка“ предпочитает работать на эксклюзиве, то есть продавать линейку пива одного партнера», что «позволяет сохранить хорошие цены и поддержать продажи».
В 2014 году средняя площадь заведения сети «Кружка» составляла 300—400 м², средний чек — 460—470 руб.
В публикации 2018 года, посвященной 16-летию сети, говорится, что теперь «Кружка» больше ориентирована на клиентов, возраст которых приближается к 30 годам, а посещение ресторанов сети описывается так:
все вместе садятся за большие столы, которые объединяют людей, за ними может поместиться компания в 15 человек, и притом никто никому не будет мешать.

## События
В 2007 году произошел конфликт между Российским государственным гуманитарным университетом и расположенным в одном здании с ним рестораном сети «Кружка» Руководство РГГУ выступила против такого соседства, а Московский городской департамент имущества и Москомнаследие не увидели в ситуации нарушения действующих законов.
В феврале и марте 2009 года в сети прошла акция «Сто литров пива в „Кружке“ бесплатно». Среди гостей был проведён конкурс на лучшее домашнее видео, победители получали в награду бесплатное пиво. В феврале того же года в ресторанах сети начало работать интерактивное телевидение. Сеть вещания объединила 18 ресторанов. При помощи ресторанного телевидения посетители получили возможность общаться с другими людьми, находящимися в заведениях сети.
В 2010 году сеть ресторанов начала продавать франшизы, в частности в Тверь, Подольск и Казань. Сумма одноразового взноса составила 1,5 млн руб. и по 50 тыс. руб. каждый месяц, начиная с четвёртого месяца после открытия ресторана.
В 2014 году, во время кризиса, было объявлено о запуске альтернативного формата заведений «Кружка экспресс», в котором задействуется минимальное меню, а средний чек составляет 300 руб.
В 2015 году, как сообщили председатель совета директоров МПК Александр Лифшиц и вице-президент сети «Кружка» Галина Костив, эксклюзивным партнером сети пивных «Кружка» стала Московская пивоваренная компания (ранее в качестве эксклюзивного поставщика пива для «Кружки» выступала «Балтика», а позднее — «Очаково»). Также было принято решение развивать бренд одноимённого пива. «Ведомости» упоминают, что в этих целях товарный знак «Кружка» был передан ООО «Облака», доля которого в 70 % принадлежит члену совета директоров МПК Игорю Киму, а доля в 30 % закреплена за Евгением Антимонием, которого обычно называют владельцем сети «Кружка». А уже компания ООО «Облака» предоставило исключительную лицензию на право использования товарного знака «Кружка» в отношении пива на срок в 25 лет ЗАО «Московская пивоваренная компания». Согласно той же публикации, 8-10 % разливного пива компании МПК продается через сеть ресторанов «Кружка»